# Trachea chlorochrysa
Trachea chlorochrysa är en fjärilsart som beskrevs av Emilio Berio 1937. Trachea chlorochrysa ingår i släktet Trachea och familjen nattflyn. Inga underarter finns listade i Catalogue of Life.